# هيرويوكي تسوبوكاوا
هيرويوكي تسوبوكاوا (باليابانية: 坪川 潤之) (مواليد 15 مايو 1997) هو لاعب كرة قدم ياباني.

## وصلات خارجية
- هيرويوكي تسوبوكاوا على موقع رابطة كرة القدم اليابانية للمحترفين (اليابانية)
- هيرويوكي تسوبوكاوا على موقع قاعدة بيانات كرة القدم.إي يو (الإنجليزية)
- هيرويوكي تسوبوكاوا على موقع Soccerway.com (الإنجليزية)